# Pagelsburg
Die Pagelsburg ist ein etwa 540 m ü. NHN hoher Berg im Harz. Er liegt nahe Sieber im gemeindefreien Gebiet Harz des niedersächsischen Landkreises Göttingen (Deutschland).

## Geographie

### Lage
Die Pagelsburg erhebt sich im Mittelharz und im Naturpark Harz. Ihr Gipfel liegt 5,7 km nordöstlich des Ortskerns der Kernstadt von Herzberg am Harz und 2,8 km südlich der Dorfkirche des Herzberger Ortsteils Sieber sowie 1,2 km südlich des Adlersberges (593,2 m), 0,9 km östlich des Höxterberges (584 m) und 1,0 km nordwestlich des Großen Knollens (687,4 m).
Zwischen der Pagelsburg, der Mittelecke und dem Eichelnkopf liegt im Süden bis Südwesten das Lindental, und zum Adlersberg im Norden leitet die Landschaft durch das Langental über. Der Kamm südöstlich des Berges weist eine geringe Schartenhöhe zum Großen Knollen auf.
Auf dem Berg liegen Teile des Landschaftsschutzgebiets Harz (Landkreis Göttingen) (CDDA-Nr. 321403; 2000 ausgewiesen; 300,112 km² groß). Er ist vollständig mit Laub- und Nadelbäumen bewaldet.

### Naturräumliche Zuordnung
Die Pagelsburg gehört in der naturräumlichen Haupteinheitengruppe Harz (Nr. 38), in der Haupteinheit Oberharz (380) und in der Untereinheit Südlicher Oberharz (380.8) zum Naturraum Sieberbergland (380.82). Die Landschaft leitet auf dem Übergangsbereich zum Großen Knollen nach Südosten in den Naturraum Oderbergland (380.81) über.